# Manuel Maria Toscano de Figueiredo e Albuquerque
Manuel Maria Toscano de Figueiredo e Albuquerque ComC (Cantanhede, Ourentã, 2 de Abril de 1789 - 10 de Março de 1858) foi um magistrado português que lutou durante as Invasões Francesas.

## Família
Filho de Manuel Toscano de Figueiredo e Albuquerque, Senhor da Casa de Valdoeiro e da Casa da Vacariça, e de sua mulher Joaquina Inácia de Cerveira e sobrinho paterno de José Joaquim Toscano de Figueiredo e Albuquerque, Bacharel em Cânones pela Universidade de Coimbra, Provedor de Moncorvo, Juiz de Fora em Trancoso, Arronches, etc.

## Biografia
Senhor da Casa de Valdoeiro e da Casa da Vacariça, ambas na Vacariça, Mealhada, Bacharel em Leis pela Faculdade de Direito da Universidade de Coimbra, Fidalgo Cavaleiro da Casa Real a 29 de Setembro de 1852 em atenção aos serviços prestados na guerra da independência nacional e reconhecida probidade na carreira da magistratura, Magistrado Judicial.
Comendador da Ordem de Cristo a 13 de Dezembro de 1852, etc.

## Casamento e descendência
De sua mulher, cujo nome se desconhece, foi pai de Bernardo Maria Toscano de Figueiredo e Albuquerque, 1.º Visconde de Valdoeiro.